# Victor Zsasz

Zsasz na capa de Batman: Streets of Gotham #4 (novembro de 2009). Arte por Dustin Nguyen

Victor Zsasz, ou simplesmente Zsasz, é um supervilão fictício que aparece nas histórias em quadrinhos publicadas pela DC Comics. O personagem apareceu pela primeira vez em Batman: Shadow of the Bat #1 (junho de 1992). Ele é um assassino em série sádico e psicopata que faz uma marca em seu próprio corpo para cada uma de suas vítimas. Um adversário recorrente do super-herói Batman, Zsasz pertence ao coletivo de inimigos que compõem a galeria de vilões do personagem.
O personagem foi representado em várias formas de mídia. Mais notavelmente, Danny Jacobs o dublou na franquia de videojogos Batman: Arkham, e o ator Anthony Carrigan o interpretou na série de televisão em live-action Gotham. Tim Booth interpretou Zsasz no filme Batman Begins (2005) e Chris Messina no filme Birds of Prey do Universo Estendido DC.